# WR 25
WR 25（HD 93162）是在船底座星雲湍流恆星形成區的聯星系統，距離地球大約6,800光年。它包含一顆沃夫–瑞葉星和一顆熱且明亮伴星，並且是川普勒16星團的成員。

## 光譜
WR 25因為它的亮度和光譜以寬發射線為主，在19世紀就被認定為沃夫–瑞葉星。它的光譜包含氫線，介於經典的WN星和O型超巨星之間。這導致早期報告是聯星，例如WN7星加上O7的恆星。它也被描述為WN7 + abs和WN6ha。WR 25的光譜被歸類為特定分類引進的熱斜槓星，O2.5If*/WN6 。由許多微弱的發射譜線，認識到有氮的存在，還有一些氫和氦的吸收線。這個分類表示比WN6ha光譜類型更精細，有更弱的發射線和更強的吸收線。但是無法清楚的檢測到伴星的光譜，而對伴星的認識毫無貢獻。

## 性質

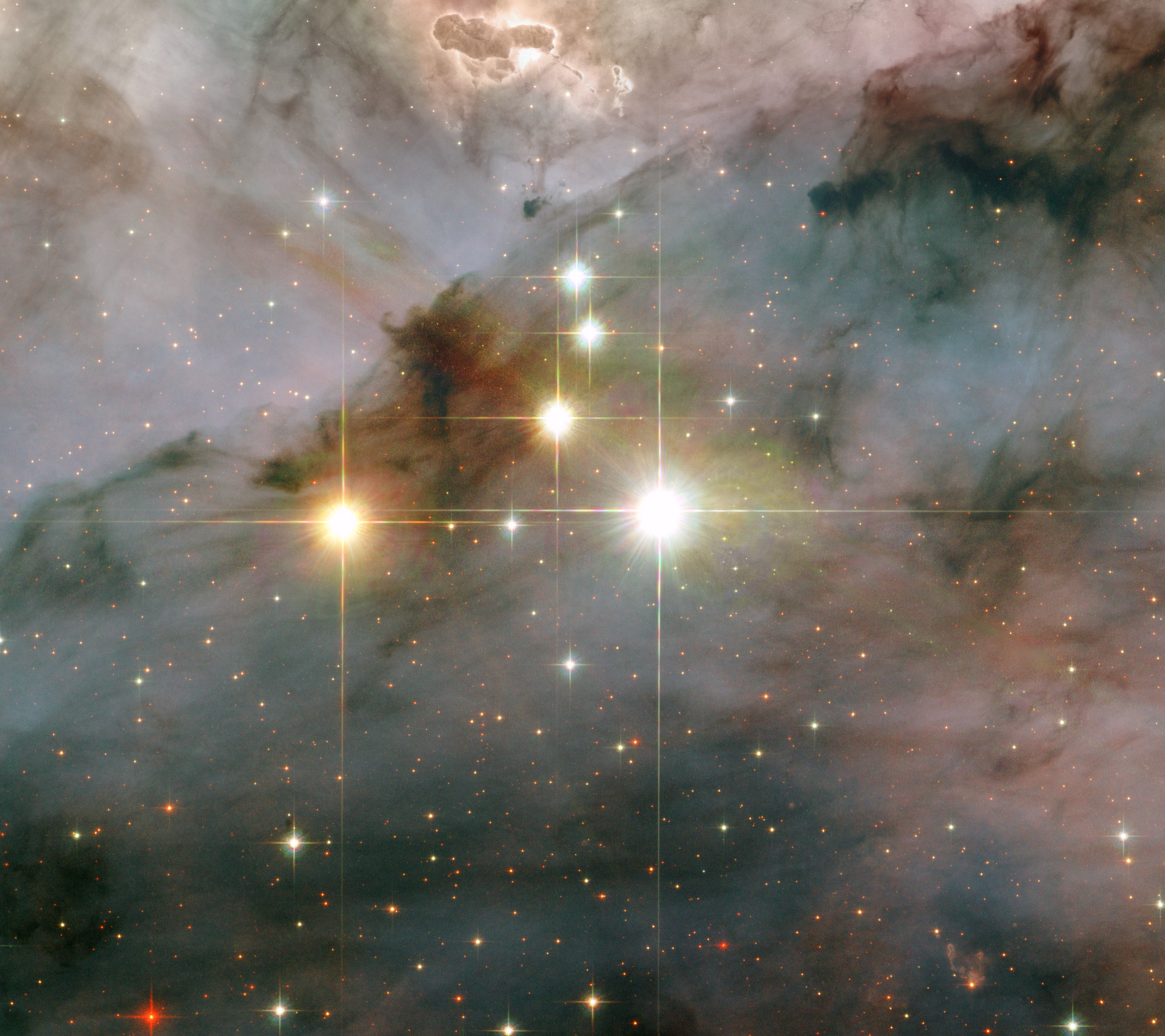
WR 25是影像中最亮的恆星。在其左側的橙色星只是前景星。

WR 25系統的主星大約比太陽亮240萬倍，並照亮了川普勒16星團的遠端。用於推導恆星參數的模型不適合在聯星系統中使用，作者指出伴星佔系統亮度的15%以上，因此亮度極不穩定。早先基於電離通量測量的估計所產生的值為太陽的150萬倍，其它物理數據的估計值也相應降低。
伴星被認為是一顆年輕的炙熱大質量恆星，類似於其它已知的WR + O 或WR + WR聯星。據報導，它曾被視為O4超巨星，但後續的測量仍然不確定確實的光譜類型。兩顆炙熱恆星的恆星風碰撞，產生硬X射線，而早在檢測到208天的軌道周期之前出，就懷疑是聯星。
WR 25雖然非常明亮，但由於星雲中大量灰塵的消光，以及大部分的輻射是在紫外線，所以無法以肉眼看見，而只能在X射線和紅外線中觀測。
WR 25位於川普勒16星團的西側邊界處，是銀河系中最巨大的OB星協船底座OB1的一部分。由於它極端的亮度，對恆星環境有極大的影響，從恆星移動離開的細長弧線和細絲中可以看到手指星雲。